# R2 (België)
De R2 of Grote ring rond Antwerpen is een autosnelweg ten noorden van de stad Antwerpen.
De R2 was gepland als een grote ringweg, maar er is slechts een klein stuk van aangelegd. Het stuk door de Antwerpse haven, tot de A11/E34, is het enige stuk dat echt is afgewerkt. De snelweg had een grote boog om Antwerpen moeten maken.
De nummering van de afritten sluit aan bij die van de A11 : op de A11 is afrit nr. 9 (Melsele) de laatste afrit voor knooppunt Beveren en op de R2 is afrit nr. 10 (Waaslandhaven-Zuid) de eerste afrit na dat knooppunt.

## Gerealiseerd
De huidige R2 begint ten noorden van Antwerpen, aan de snelweg A12 naar Bergen op Zoom, en loopt vervolgens in tegenwijzerzin om de stad heen. Op zijn korte traject omvat de R2 drie tunnels: in tegenwijzerzin zijn dit de Frans Tijsmanstunnel, de Liefkenshoektunnel en de Beverentunnel.

## Gepland
De R2 verscheen voor het eerst in het autosnelwegenprogramma van 1960. Hierbij zou de R2 vanaf de huidige E17 ten westen van de huidige afrit Haasdonk afbuigen naar het oosten om met een grote boog rond Antwerpen om de huidige E313 bij Wommelgem te kruisen en door te lopen naar de E19 bij Merksem. De R1, die in 1969 werd geopend, zou als 'Kleine Ring' functioneren. Later werden nog verschillende wijzigingen aan het autosnelwegenprogramma aangebracht. Begin jaren 70 werd onder minister van openbare werken Jos De Saeger een enorm autosnelwegenprogramma ontworpen. De aanpassingen voor de Antwerpse regio waren relatief beperkt: aan de R2 werd een vak toegevoegd die de A12 (toen 'Zoomse Weg') via de haven en Beveren met Haasdonk verbond. Met de komst van de economische crisis in de jaren 70 werd getwijfeld aan de noodzaak van verschillende onderdelen van de R2. Zo werden niet alle onderdelen van de R2 opgenomen in de gewestplannen die in de jaren 70 werden opgemaakt.

### Kallo - Haasdonk
Vanaf het gerealiseerde stuk van de R2 en knooppunt Beveren zou de R2 ten westen van Beveren lopen, tussen Haasdonk en het Fort van Haasdonk in om te eindigen bij het huidige afrittencomplex van Haasdonk op de E17. Ruimte voor het vak Beveren - Haasdonk werd in de jaren 70 van de 20e eeuw gereserveerd op de gewestplannen.
Wanneer er in 1983 aan de plannen voor de Liefkenshoektunnel wordt gewerkt, komt de realisatie van de doortrekking naar de E17 terug op tafel. Er is echter veel protest vanuit het Waasland. Actiecomités wijzen op de beschikbare alternatieven via Antwerpen-Linkeroever en via de Gentse R4.
In het plan-MER Oosterweel werd de verbinding Kallo - Haasdonk onderzocht als ontwikkelscenario voor de oplossing van de Antwerpse verkeersproblemen:
```
"De verbinding Kallo-Haasdonk kan ongetwijfeld zijn nut hebben voor de lokale ontsluiting van het Waasland, maar draagt nauwelijks iets bij aan het algemeen functioneren van het Antwerps verkeerssysteem, en zelfs niet fundamenteel aan het gebruik van de Liefkenshoektunnel. Hierdoor zijn de effectverschillen met de overeenkomstige combinaties zonder Kallo-Haasdonk (met of zonder A102) marginaal. (plan-MER Oosterweel)"
```

Hiermee lijkt deze verbinding definitief begraven. In zijn '33 quick wins' voor de Antwerpse regio zette de Vlaamse Regering in 2013 verder in op de bestaande alternatieven via Antwerpen-Linkeroever. Dit beleid wordt verder gevolgd door de Regering-Bourgeois.

### Haasdonk - Kontich
Bij Kruibeke zou de R2 de Schelde oversteken en daarna kruisen met de A12 (bij Aartselaar) en de E19 (bij Kontich). Op de Oost-Vlaamse gewestplannen werd deze verbinding niet ingetekend vanwege mogelijke schade aan de Kruibeekse polders, ook al was de verbinding wel nog opgenomen in het autosnelwegenprogramma van minister van Openbare Werken Louis Olivier van 1976. Op de Antwerpse gewestplannen werd de reservatiestrook wel getekend voor wat men daar de "Metropoolweg" noemde.
In het plan-MER voor de Oosterweelverbinding werd de realisatie van de zuidelijke Grote Ring (tussen Haasdonk en Ranst) onderzocht als alternatief voor de Oosterweelverbinding. Omwille van de zeer grote ruimtelijke impact (o.a. op de Polder van Kruibeke en Bazel) is het echter niet verantwoord om deze verbinding aan te leggen. Het tracé vergt een grote inname van landbouwgrond en telt van alle mogelijke oplossing het hoogst aantal inwoners binnen de 300m (ondanks dat het tracé grotendeels door open ruimte loopt).
Aangezien er ook geen voorstanders meer zijn van de realisatie van deze verbinding is de kans dat dit deel van de ringweg ooit wordt aangelegd onbestaande.

### Kontich - E313
In het autosnelwegenprogramma van 1960 kruiste de Grote Ring de E313 ter hoogte van Wommelgem. In de zomer van 1972 voerde Jos De Saeger een wijziging door waardoor de R2 niet naar Wommelgem zou voeren maar op de E34 bij knooppunt Ranst zou aansluiten. In Ranst werden hiervoor al zandlichamen aangelegd. Deze zijn nog steeds zichtbaar in het landschap.
Op de gewestplannen werd de verbinding naar Ranst eveneens opgenomen als onderdeel van de "Metropoolweg". Deze verbinding leed lange tijd een sluipend bestaan, maar werd begin 21e eeuw terug onderzocht in het kader van de Antwerpse verkeersproblematiek. In de trechteringsnota voor het plan-MER voor de aanleg van de A102 en de R11bis werd de verbinding 'Kontich - Ranst' onderzocht als tracé B3. Het traject scoorde minder goed dan alternatieven die op de E313 aantakken ter hoogte van Wommelgem. Trajecten tussen de E19, zij het via een 'R2' (jaren 60)-traject vanaf Kontich of een 'R11bis'-traject vanaf Wilrijk-Edegem naar de E313 en A102 bij Wommelgem worden verder onderzocht.

### E313 - Merksem (A102)
De huidige geplande A102 kwam al voor het in eerste autosnelwegenprogramma in 1960. Wanneer het autosnelwegenprogramma in de zomer van 1972 wordt aangepast zodat de R2 wordt voorzien als aftakking van de E34 vanuit Eindhoven, wordt het noordoostelijke stuk van de Grote Ring uit de vorige plannen behouden als belangrijke link tussen de haven, de E19 en de E313/E34. Sinds 1972 wordt dit kort stuk autosnelweg aangeduid als geplande autosnelweg A102. De realisatie van de verbinding werd eveneens opgenomen in het Ruimtelijk Structuurplan Vlaanderen.